# Нотр-Дам-де-ля-Гард
Нотр-Дам-де-ля-Гард —  римо-католицька базиліка у Марселі. Збудована на вершині вапнякового пагорба висотою 149 метрів та на 13-метровому фундаменті давнього форту. У давнину слугувала сигнальним пунктом для суден, що заходили до Старого Порту, зараз популярне місце паломництв.

## Історія
1214 року марсельський священик на ім'я П'єр збудував на вершині скелі невеликий санктуарій присвячений Діві Марії. Пагорб, на якому був збудований храм називався Ля Гард, тому санктуарій отримав назву Нотр-Дам-де-ля-Гард. Каплицю було зведено в інтенції щасливого повернення марсельських моряків додому. Традиційно ті, хто припливали до Марсельського порту з тривалих рейсів, складали у храмі вотивні дари.
1423 року каплиця була зруйнована внаслідок нападу арагонців.
1477 року храм був трохи розширений, але все ще залишався дуже малим, міг вмістити всього 50–60 осіб.
У 1516 Марсель відвідав король Франциск І, протягом свого візиту він піднявся також у храм. Король того разу зауважив, що місто Марсель є погано захищене. Згодом він ухвалив рішення про зведення двох фортів: одного на острові Іф, відомого, як Замок Іф та іншого, на вершині пагорба Ля Гард, який мав обійняти також територію церкви.
1794 року знову відбудовану споруду було спустошено радикальними революціонерами. Незважаючи на значні пошкодження, у 1807 році каплицю знову відкрили та передали у користування згромадженню облатів, які у 30-ті роки XIX століття фінансували її розбудову.
Базиліка у сучасному вигляді з'явилась у 1853–1864 роках. Збудована архітектором протестантом Анрі Есперандьє у романо-візантійському стилі, освячена 5 червня 1864, вона замінила давню однойменну каплицю.
Базиліка складається з двох частин: нижньої церкви, або крипти, у романському стилі, що вирубана у скелі та романо-візантійської верхньої церкви, прикрашеної мозаїкою. На вершині 41-метрової дзвіниці на 12,5-метровій вежі здіймається 11,2-метрова монументальна позолочена мідна статуя Діви з Дитятком.

## Галерея зображень

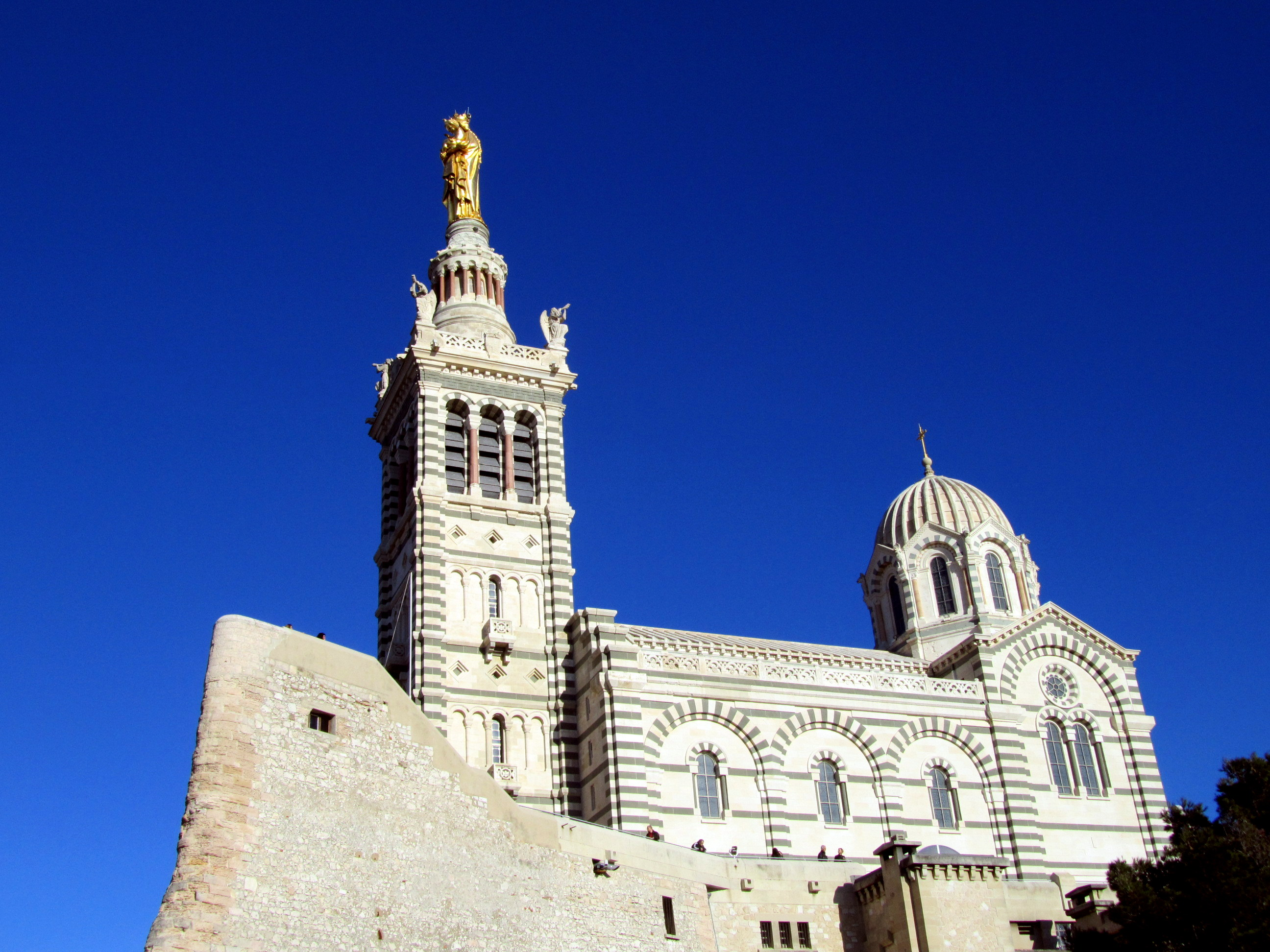
Нотр-Дам-де-ля-Гард, Марсель
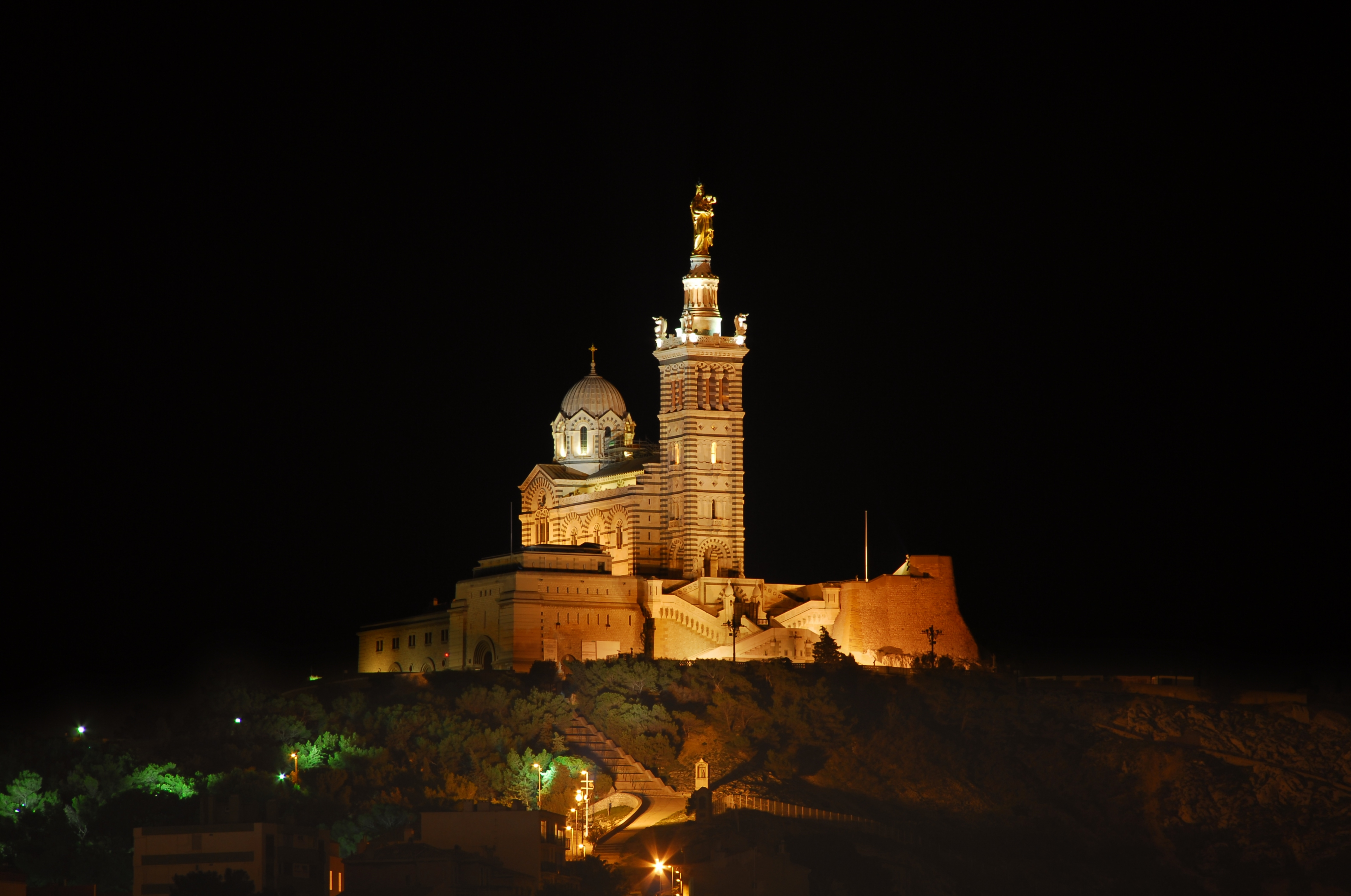
Нотр-Дам-де-ля-Гард вночі
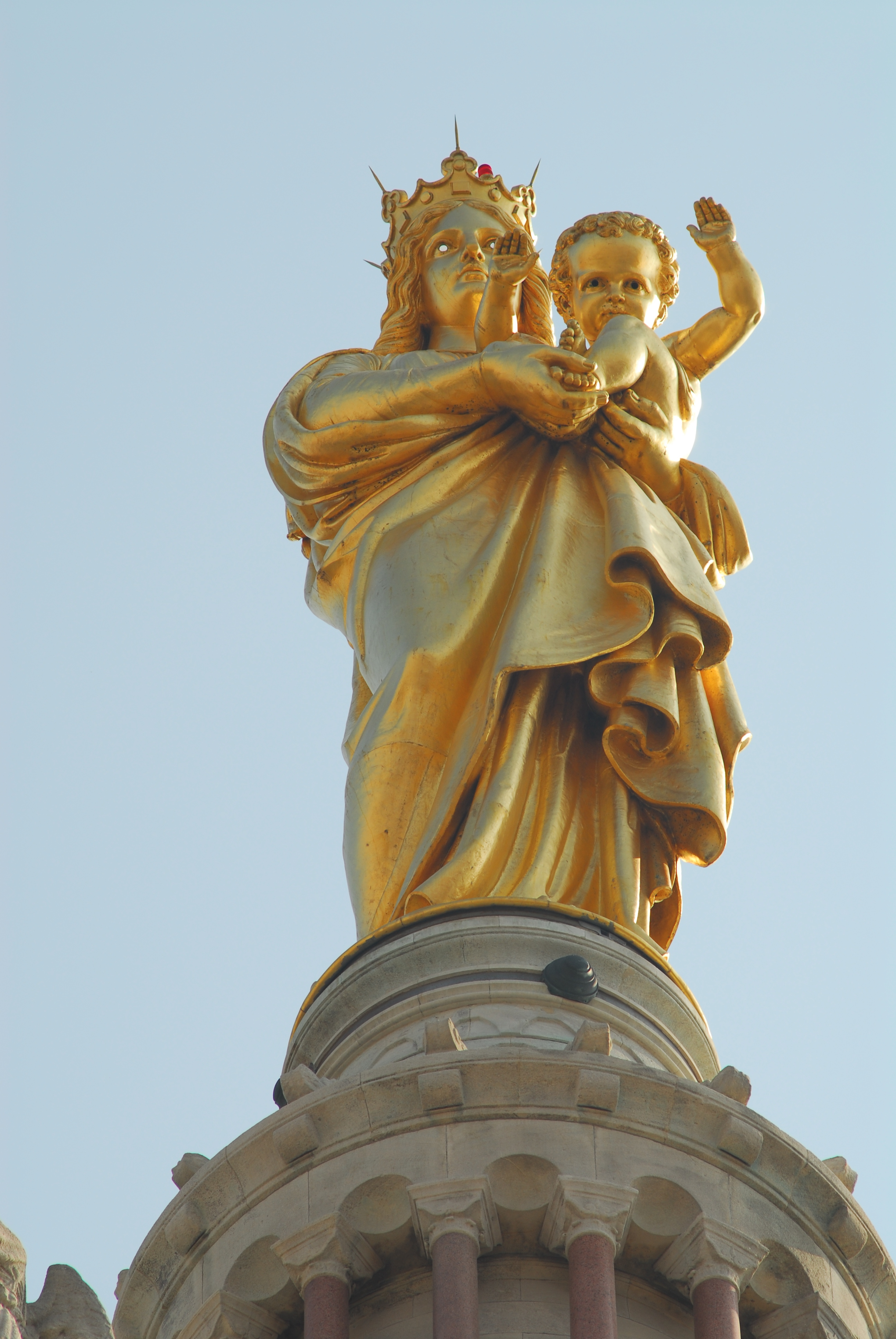
Статуя Діви з Дитятком
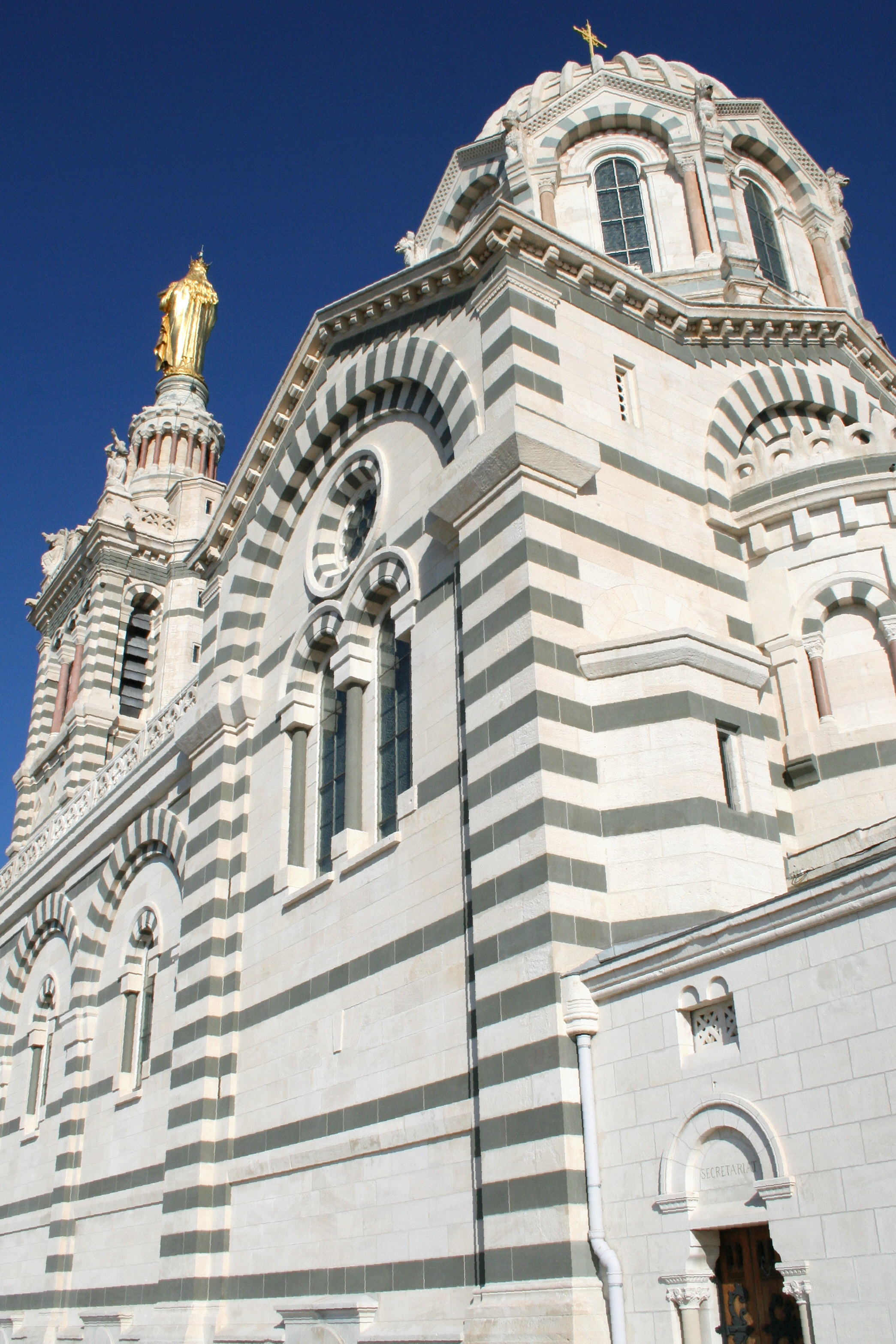
Купол і трансепт
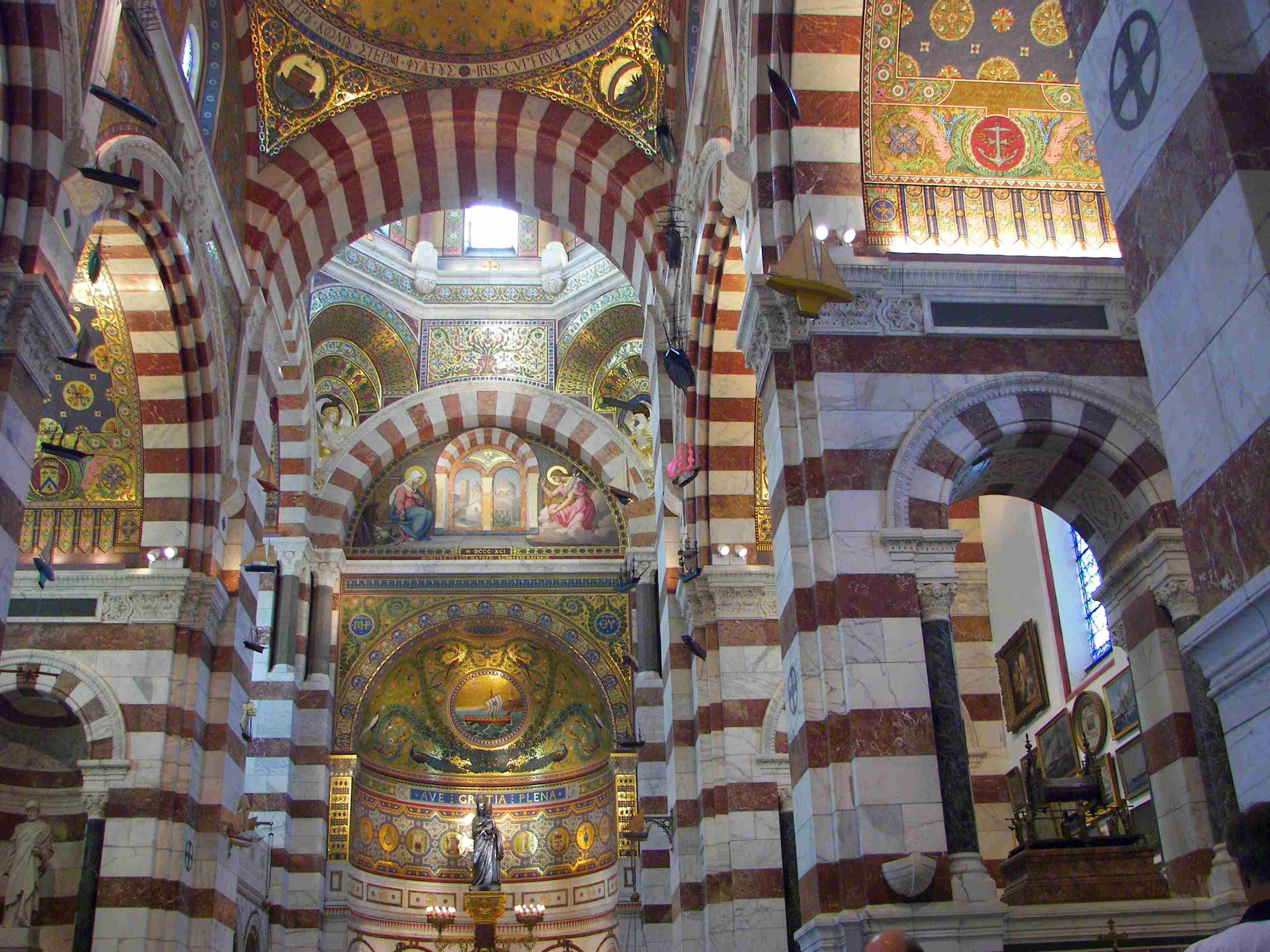
Нотр-Дам-де-ля-Гард інтер'єр
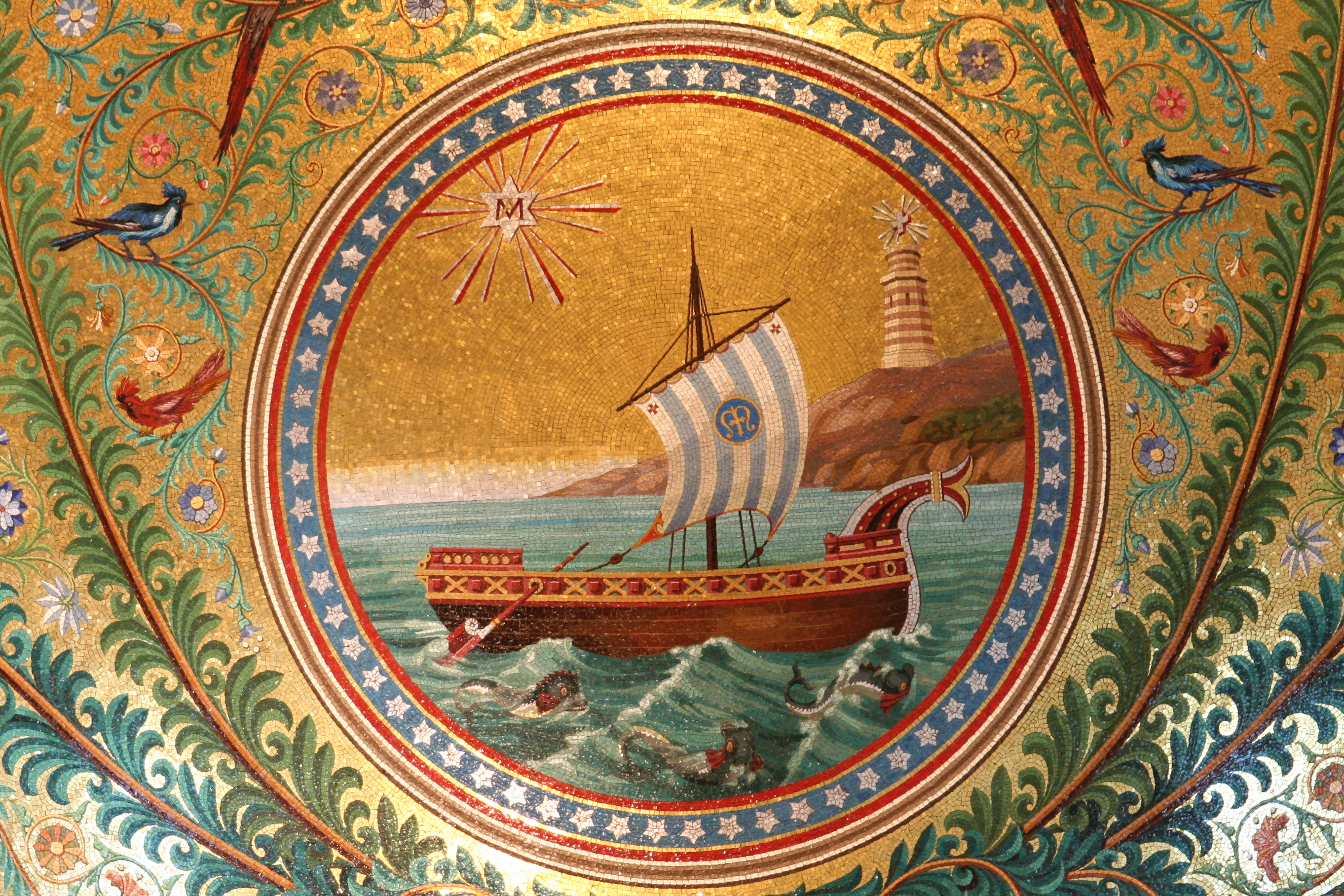
Мозаїка Корабель
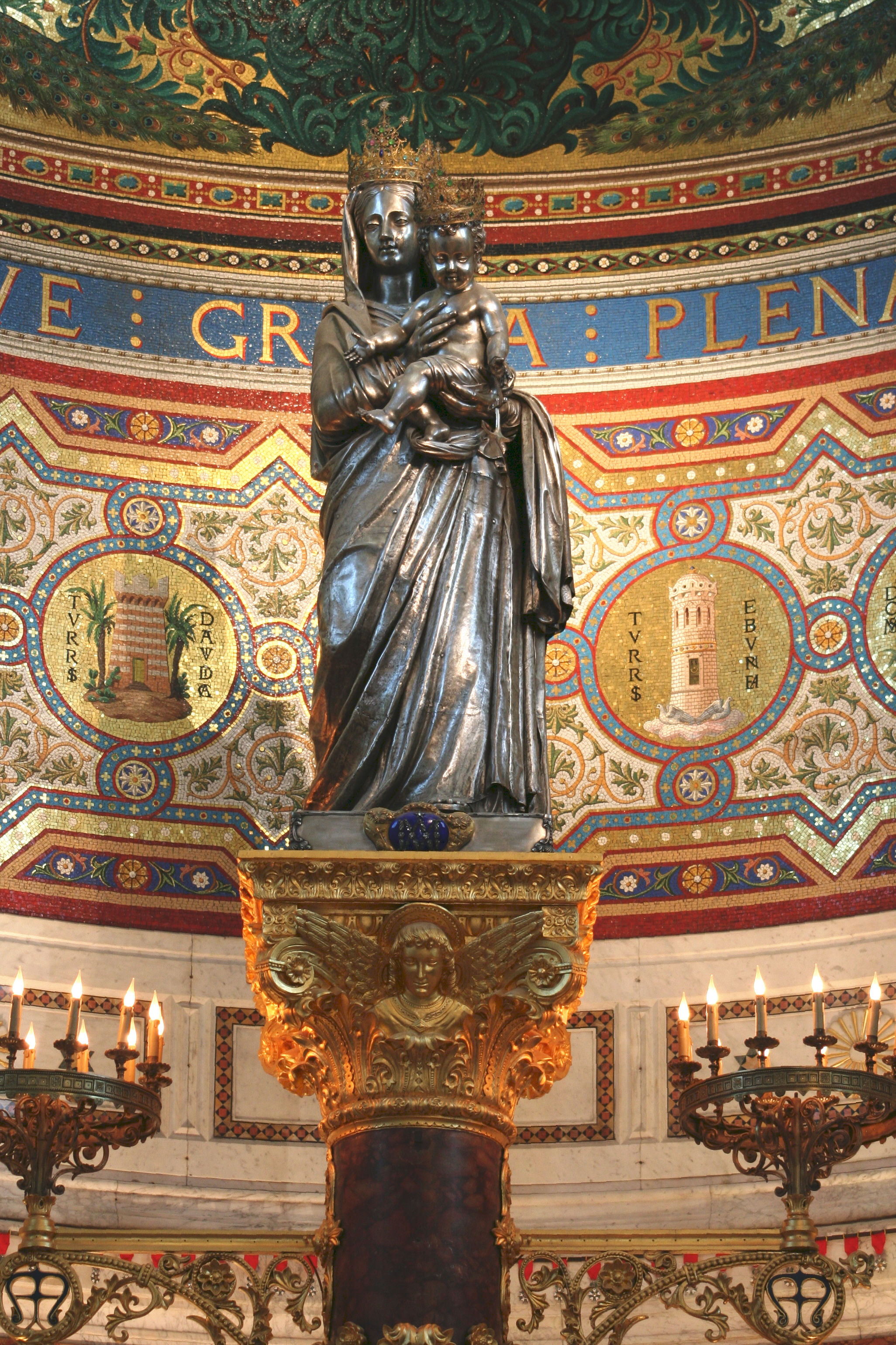
Діва зі срібла
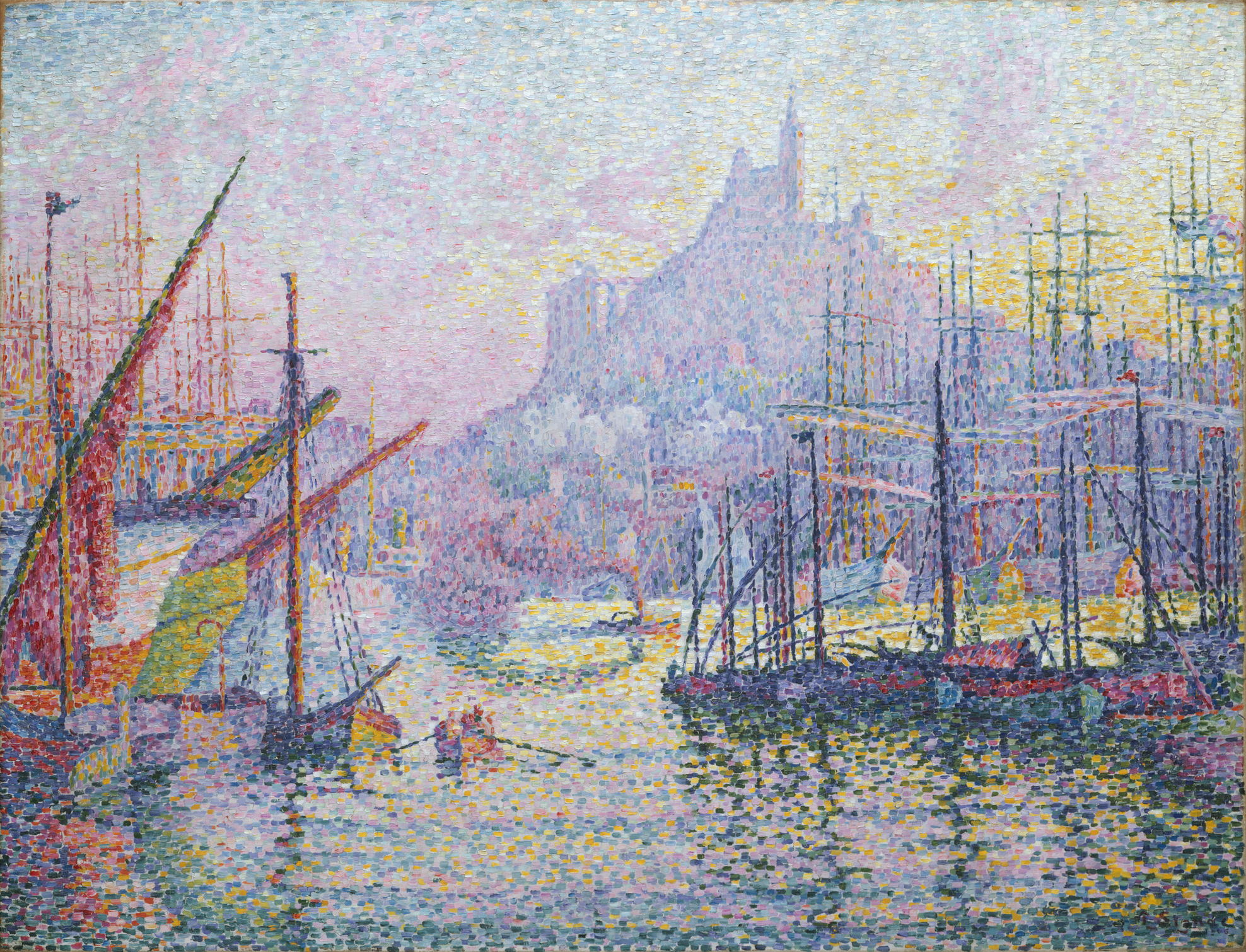
Поль Сіньяк Марсельський порт
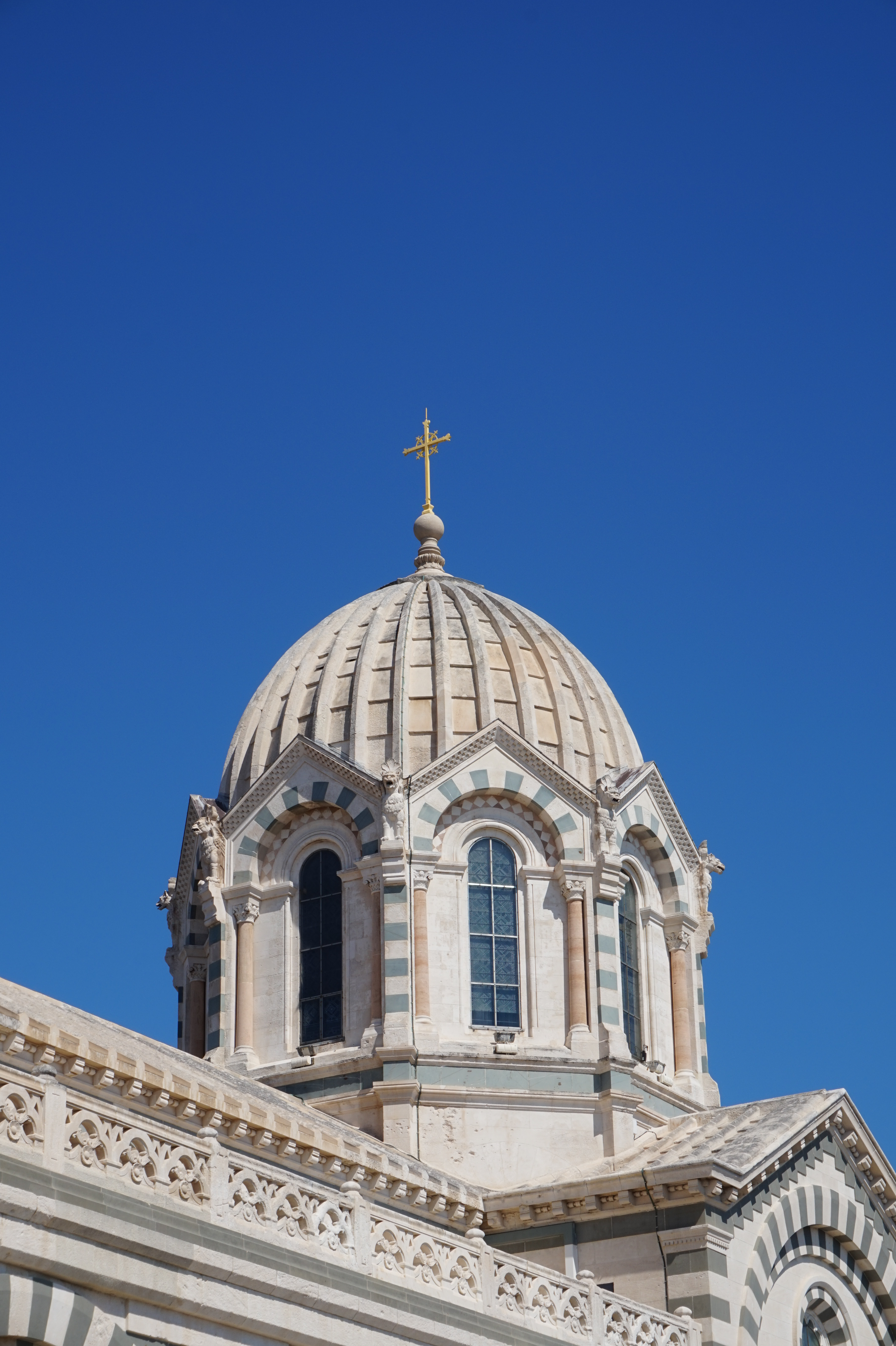
Нотр-Дам-де-ля-Гард, купол
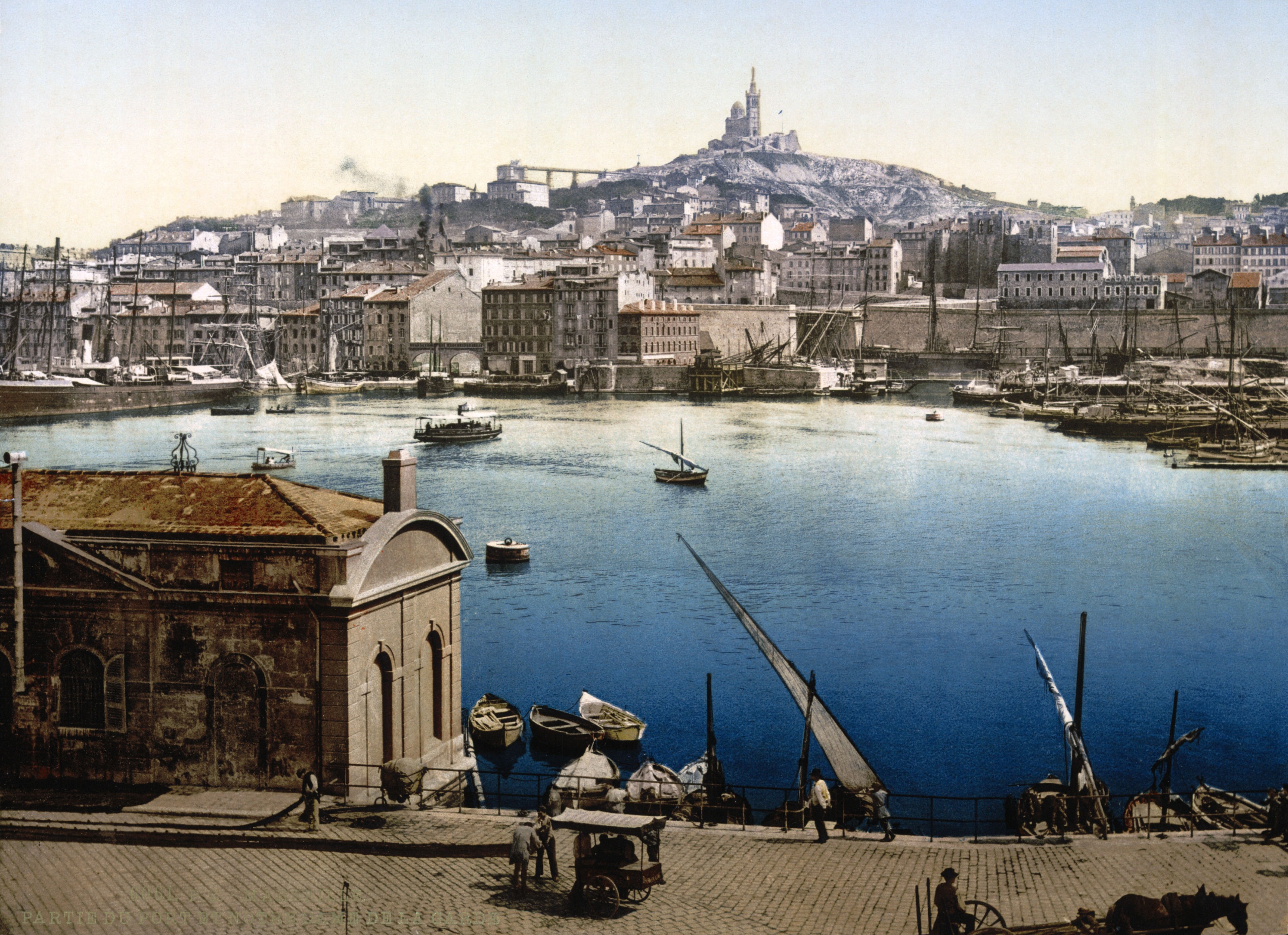
Марсель, Старий порт, близько 1900 р.